# Santa Bárbara do Leste
Santa Bárbara do Leste è un comune del Brasile nello Stato del Minas Gerais, parte della mesoregione della Vale do Rio Doce e della microregione di Caratinga.